# Porositsa
Porositsa (ryska: Поросица) är ett vattendrag i Belarus. Det ligger i den nordöstra delen av landet, 220 km öster om huvudstaden Minsk.
Trakten runt Porositsa består till största delen av jordbruksmark. Runt Porositsa är det ganska glesbefolkat, med 39 invånare per kvadratkilometer.